# Judit (boek)

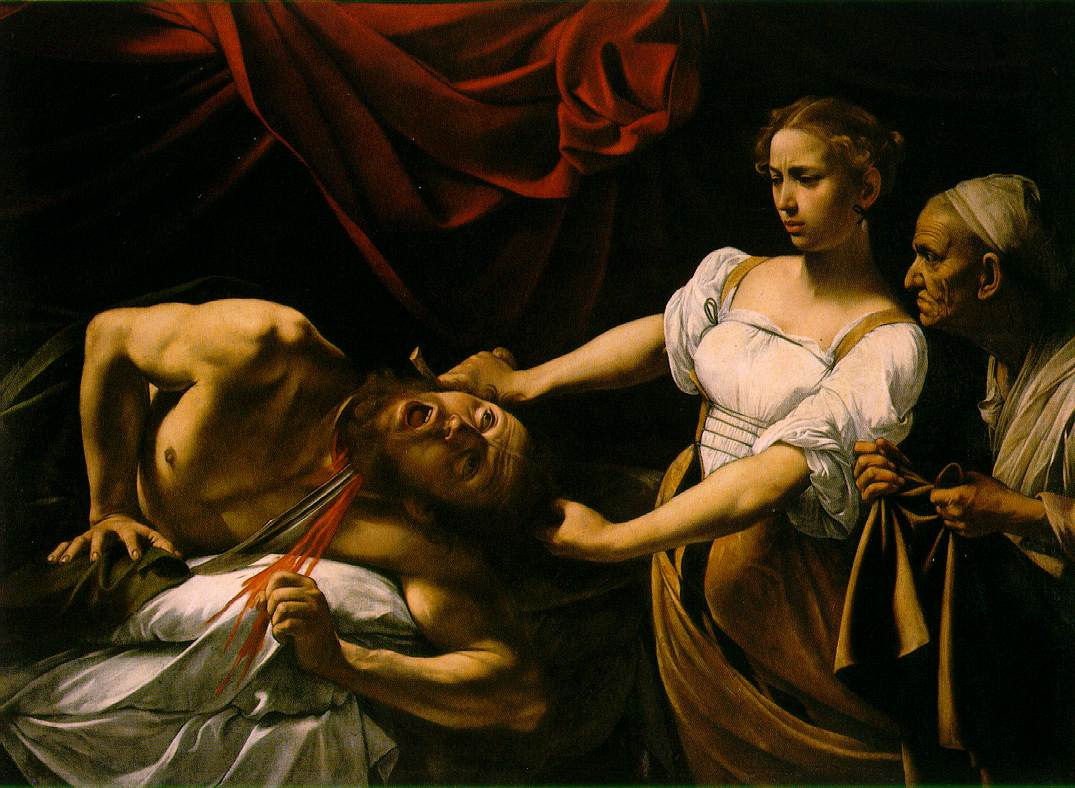
Caravaggio. Judit onthoofdt Holofernes. Rome, Galleria Nazionale d'Arte Antica.

Judit (Hebreeuws: יְהוּדִית, Jəhūdīt, "Jodin", "vrouw uit Judea"), soms geschreven als Judith, is een vrouw uit het gelijknamige deuterocanonieke Bijbelboek. Dit betekent dat het boek onderdeel is van de Septuagint en in de Rooms-Katholieke Kerk en de Oosters-orthodoxe kerken onderdeel uitmaakt van het Oude Testament, maar door protestanten en Joden als apocrief gezien wordt.
De naamdag van Judit is op 24 maart of 7 september.

## Achtergrond
Men vermoedt dat het boek zoals wij het kennen, de Griekse vertaling is van een Hebreeuws of Aramees origineel uit rond 100 v.Chr. De auteur maakt in de inleiding bewust veel historische fouten. Zo was Nebukadnezar II geen koning van Assyrië, maar koning in Babylonië, die in de zesde eeuw voor Christus Judea veroverde. Er staat niet wat er staat: in werkelijkheid wordt hier een geschiedenis weergegeven die we vinden in 1 Makkabeeën 7. De Seleucidische koning Demetrius I stuurde rond 163 v.Chr. zijn generaal Nikanor naar Judea, maar het leger werd verslagen en Nikanor onthoofd. Deze geschiedenis was de lezers bekend. De schrijver parodieert hier ironisch op.

## Man-vrouwverhouding
Het Bijbelverhaal over Judit is een van de weinige uit de Bijbel waar de macht van de vrouw die van de man overstijgt. Andere voorbeelden hiervan zijn de Bijbelverhalen over Simson en Delila (in Rechters 13-16), Ester in het gelijknamige Bijbelboek, Jaël en Sisera (Rechters 4) en Debora (Rechters 4 en 5).

## Het verhaal

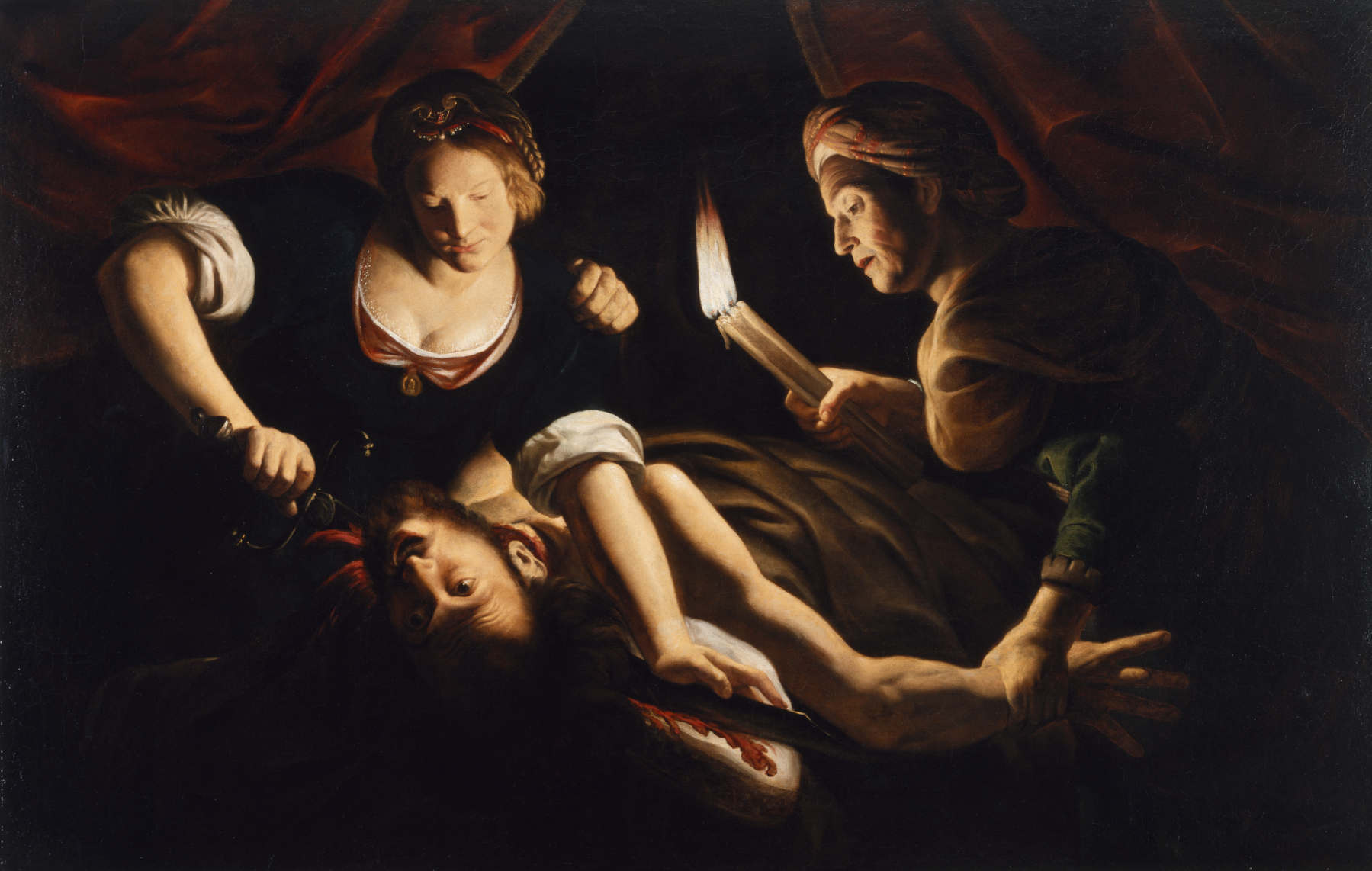
Trophime Bigot. Judit onthoofdt Holofernes. Baltimore, Walters Art Museum.

De stad Betulia wordt belegerd door de legendarische Holofernes, een legeraanvoerder die van Nebukadnezar II de opdracht kreeg de hele wereld te veroveren. Het enorme Assyrische leger trekt naar het westen en lijkt onoverwinnelijk. De Israëlieten sloten de passen af, bouwden versterkingen op alle hoge bergtoppen en wierpen hindernissen op in de vlakten.
Bind daarom, Holofernes, niet de strijd met hen aan als in een gewone veldslag. ... laat uw dienaren de waterbron die aan de voet van de berg ontspringt bezetten. Want daaruit voorzien alle inwoners van Betulia zich van water. Ze zullen vergaan van de dorst en hun stad overgeven.
De stedelingen raken uitgedroogd en wanhopen over de goede afloop. De mooie, rijke weduwe Judit maakt zich op en trekt het Assyrische legerkamp binnen met haar bediende Abra. Na drie dagen denkt Holofernes haar na een maaltijd te kunnen verleiden. Holofernes drinkt meer dan ooit en valt uiteindelijk in slaap. 
Fragment tekst Judit 13 vanaf vers 7 (NBV):

Toen liep ze naar de bedstijl vlak bij Holofernes’ hoofd, nam daar zijn zwaard weg, [7] ging naar het bed toe en pakte hem bij zijn haren beet. Ze zei: ‘Geef me nu kracht, Heer, God van Israël!’ [8] en hakte met al haar kracht Holofernes met twee slagen het hoofd af. [9] Ze rolde zijn lichaam van het bed en haalde de draperie van de stijlen. Even later kwam ze naar buiten en overhandigde Holofernes’ hoofd aan haar slavin, [10] die het in de reiszak deed waar haar voedsel in had gezeten.
Judit gaat terug naar haar stad. De inwoners vallen de belegeraars aan, die in verwarring raken als ze zien dat het hoofd van Holofernes op de stadsmuur is tentoongesteld. Het Assyrische leger slaat op de vlucht.

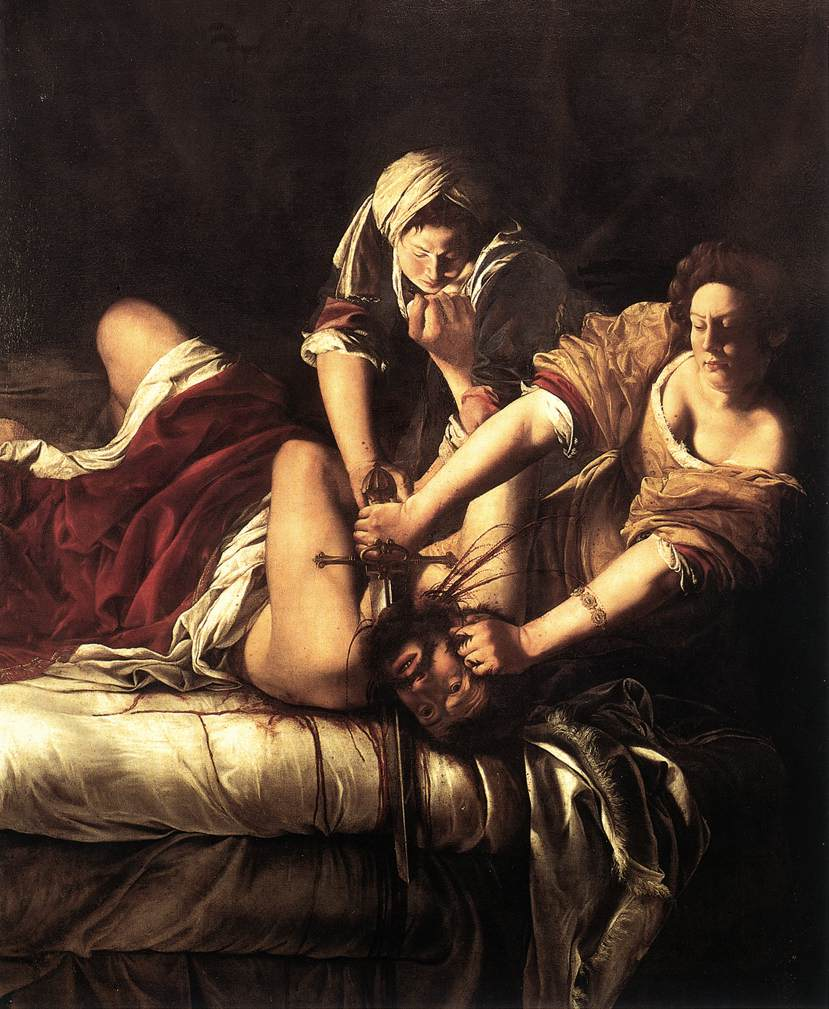
Artemisia Gentileschi. Judit onthoofdt Holofernes. Florence, Galleria degli Uffizi.

## Judit in de beeldende kunst
Veel kunstenaars zijn geïnspireerd door het dramatische verhaal van Judit. Donatello goot als eerste kunstenaar een bronzen plastiek, voor de paleistuin van de Medici; Michelangelo schilderde Judit in een hoek van het plafond in de Sixtijnse Kapel. Ook Lucas Cranach, Botticelli, Paolo Veronese en Caravaggio hebben Judit geschilderd.
Het bloederige thema was rond 1600 zeer geliefd, vooral onder caravaggisten: Cristofano Allori maakte rond 1610 het werk Judit met het hoofd van Holofernes, waarop Judit met het hoofd van Holofernes in haar linkerhand staat afgebeeld. Ook Caravaggio zelf schilderde het doek Judith onthoofdt Holofernes. Adam Elsheimer beïnvloedde de Utrechtse caravaggisten en Michiel Jansz. van Miereveld. Judit onthoofdt Holofernes is een beroemd schilderij van de Italiaanse schilderes Artemisia Gentileschi, herontdekt door feministen. Ook Peter Paul Rubens en Jan de Bray schilderden Judit, een populair onderwerp onder de jezuïeten en tijdens de contrareformatie. 
Recenter schilderde Gustav Klimt een Judit met het hoofd van Holofernes in de hand, hij maakte zelfs twee schilderijen over haar, Judith I en Judith II.
In 1945 maakte Niel Steenbergen ter gelegenheid van de bevrijding het beeld Judith met het hoofd van Holofernes.

## Judit in muziek en film
Alessandro Scarlatti schreef in 1693 La Giuditta, een oratorium dat voor het eerst in Napels werd opgevoerd. Antonio Vivaldi componeerde in 1716 Judita triumphans. Het werk was een opdracht na de overwinning van de Venetianen in Korfoe op de Turken. Mozart componeerde in 1771 muziek bij het dramatische oratorium La Betulia Liberata. Pietro Metastasio schreef het libretto. Het werk (KV 118) geeft blijk van de enorme vooruitgang die Mozart maakte in zijn vijftiende levensjaar. In 1914 verscheen ook een film hierover, Judith of Bethulia.
De Duitse componist Siegfried Matthus componeerde een opera Judith op dit thema. Deze opera ging in 1985 in première bij de Komische Oper in het toenmalige Oost Berlijn.

## Judit in de literatuur
Uit waarschijnlijk de 10e eeuw stamt een fragment van een Oudengels episch gedicht, Judith. Friedrich Hebbel schreef in 1840 zijn debuut, een psychologiserend werk, dat de innerlijke tegenstrijdigheden van Judit exploreert. 